# 1821
1821 (MDCCCXXI) byl rok, který dle gregoriánského kalendáře započal pondělím.

## Události
- 28. ledna – Ruská expedice pod velením Fabiana von Bellingshausena objevila velký ostrov v Jižním oceánu u pobřeží Antarktidy. Pojmenovala ho po ruském caru na Ostrov Alexandra I.
- 9. února – Ve Washingtonu byla založena elitní soukromá univerzita Columbian College (nyní Univerzita George Washingtona).
- 25. března – V řeckém Epidauru byla vyhlášena nezávislost Řecka a začala Řecká osvobozenecká válka.
- 25. března – Začátek selského povstání na Moravě, posledního selského povstání v českých zemích
- 5. května – Na ostrově Svatá Helena zemřel francouzský císař Napoleon Bonaparte.
- 9. –13. června – Bitva u Lalasu
- 13. června – Egyptské vojsko obsadilo Sennarský sultanát, který se stal součástí Osmanské říše. Založili vojenský tábor Chartúm, který se později stal hlavním městem.
- 19. července – Jiří IV. byl korunován na britského krále.
- 28. července – José de San Martín vyhlásil nezávislost Peru na Španělsku.
- 10. srpna – Missouri se stalo 24. státem USA.
- 15. září – Guatemala, Salvador, Kostarika a Honduras vyhlásily nezávislost na Španělsku.
- 28. září – Byla vydána deklarace nezávislosti Mexického císařství.
- Rakouská armáda potlačila povstání karbonářů v Neapoli a na Sardinii.
- Začal vycházet první český vědecký časopis Krok.
- V Británii začal vycházet deník The Guardian (tehdy pod názvem The Manchester Guardian)

### Probíhající události
- 1810–1821 – Mexická válka za nezávislost
- 1817–1864 – Kavkazská válka
- 1821–1829 – Řecká osvobozenecká válka

## Vědy a umění
- 18. června – V Berlíně měla premiéru opera Carla Maria von Weberera Čarostřelec.
- Německý vynálezce Karl Drais sestrojil předchůdce psacího stroje s klávesnicí pro 25 písmen, z něhož se později vyvinul stenografovací stroj.
- Německý fyzik Thomas Johann Seebeck objevil polovodičové vlastnosti síranu olovnatého.

## Narození

### Česko

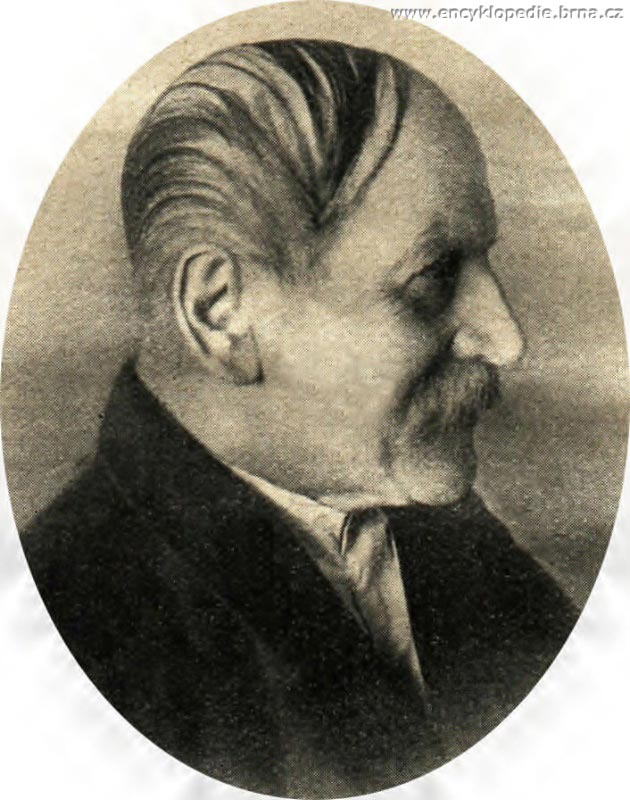
Jindřich Wankel (* 15. července)

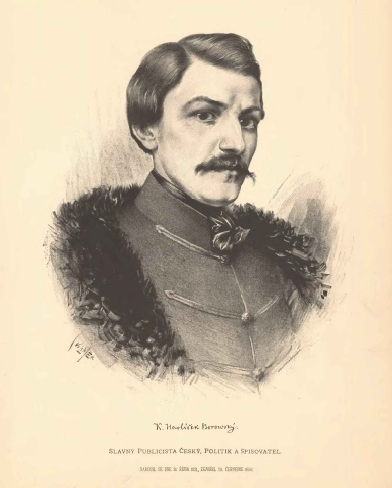
Karel Havlíček Borovský (* 13. října)

- 04. ledna – Bedřich Havránek, malíř († 1. března 1899)
- 13. ledna – Josef Emil Kramuele, herec, režisér a divadelní ředitel († 28. března 1884)
- 22. ledna – Josef Rupert Maria Přecechtěl, kněz, národní buditel, kreslíř a spisovatel († 17. května 1897)
- 27. ledna – Josef Vendelín Sokol, houslista († 9. srpna 1858)
- 05. března – Bedřich Moser, humorista, redaktor a vydavatel († 21. února 1864)
- 08. března – Josef Ondřej Liboslav Rettig, řeholník, botanik a pedagog († 30. června 1871)
- 10. března – Petr Mužák, středoškolský profesor krasopisu a kreslení († 8. února 1892)
- 14. března – Vilém Gabler, pedagog, novinář a politik († 27. února 1897)
- 17. března – Josef Machek, poslanec Českého zemského sněmu, starosta Chrudimi († 19. dubna 1899)
- 11. dubna – František Čupr, filozof, pedagog a politik († 28. června 1882)
- 15. dubna – Adalbert Theodor Michel, profesor práva a rektor univerzit v Olomouci a Štýrském Hradci († 30. srpna 1877)
- 19. května – Ferdinand Urbánek, cukrovarnický podnikatel († 27. října 1887)
- 30. května – Jan Larisch-Mönnich, šlechtic, podnikatel a politik († 3. června 1884)
- 23. června – Vilém Platzer, kněz a politik († 27. října 1888)
- 28. června – Maxmilian Mareček, hudební skladatel, dirigent a operní podnikatel českého původu († 14. května 1897)
- 11. července – Johann Maresch, podnikatel a politik německé národnosti († ? 1914)
- 15. července – Jindřich Wankel, lékař, archeolog a speleolog († 5. dubna 1897)
- 20. července – Franz Vogl, hudební skladatel a pedagog († 30. prosince 1891)
- 09. srpna – Heinrich Landesmann, německy píšící hluchoslepý básník a filosof († 4. prosince 1902)
- 31. srpna
  - Václav Hugo Zavrtal, skladatel, vojenský kapelník a klarinetista († 8. září 1899)
  - Gustav Vacek, akademický malíř († 1. října 1894)
- 04. září – Josef Niederle, poslanec Českého zemského sněmu a starosta Lanškrounu († 29. srpna 1894)
- 19. října – Charlotte Weyrother-Mohr Piepenhagen, malířka a mecenáška († 3. ledna 1902)
- 31. října – Karel Havlíček Borovský, spisovatel, novinář a politik († 29. července 1856)
- 03. listopadu – Hugo Göttl, poslanec Českého zemského sněmu († 26. srpna 1896)
- 15. listopadu – Jan Nowopacký, malíř († 3. srpna 1908)
- 21. listopadu – Josef Hilbert, malíř († 8. května 1897)
- 11. prosince – Antonín Mušek, divadelník († 8. března 1875)
- ? – Karel Maria Jiříček, sběratel lidových písní († 28. února 1863)

### Svět

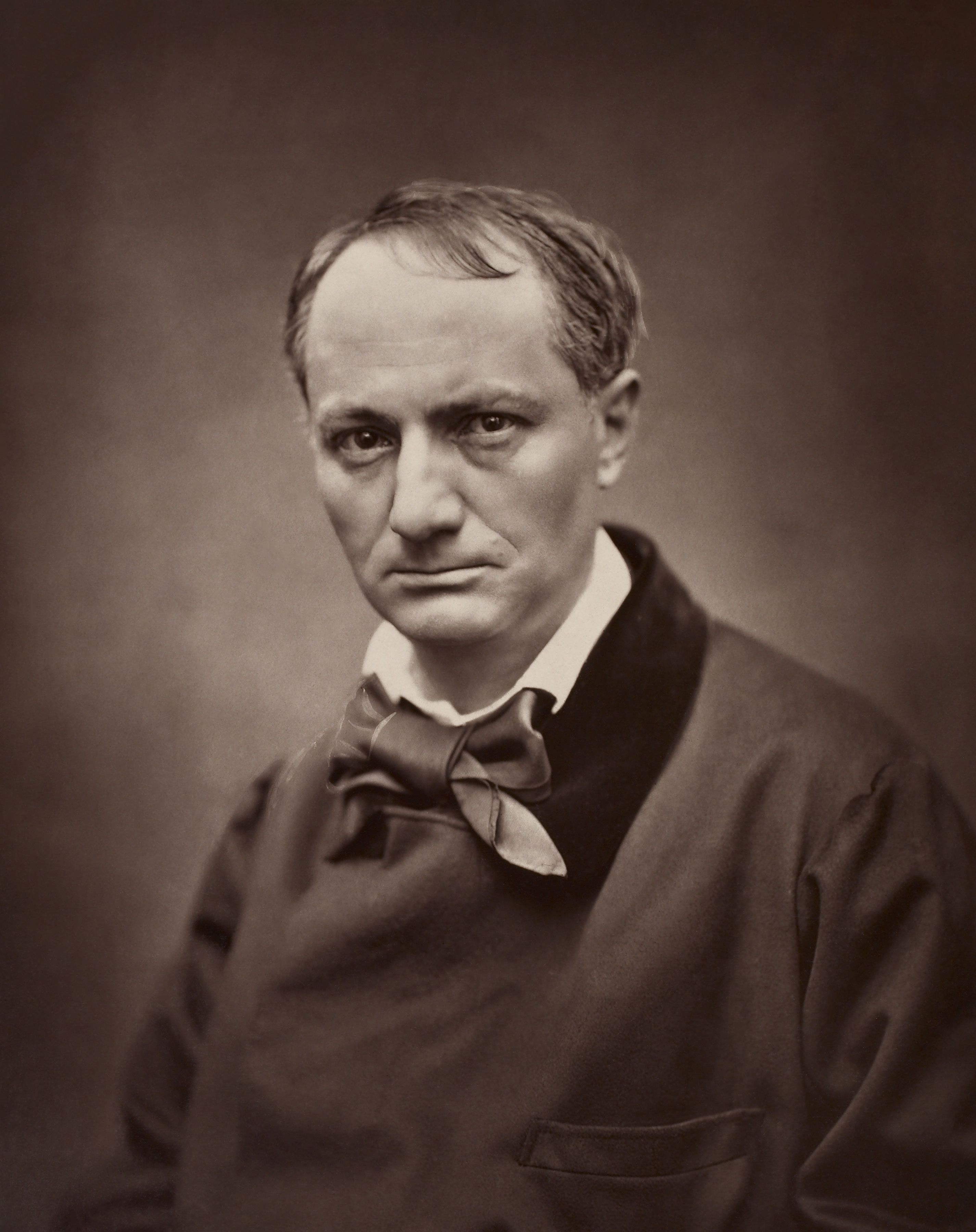
Charles Baudelaire (* 9. dubna)

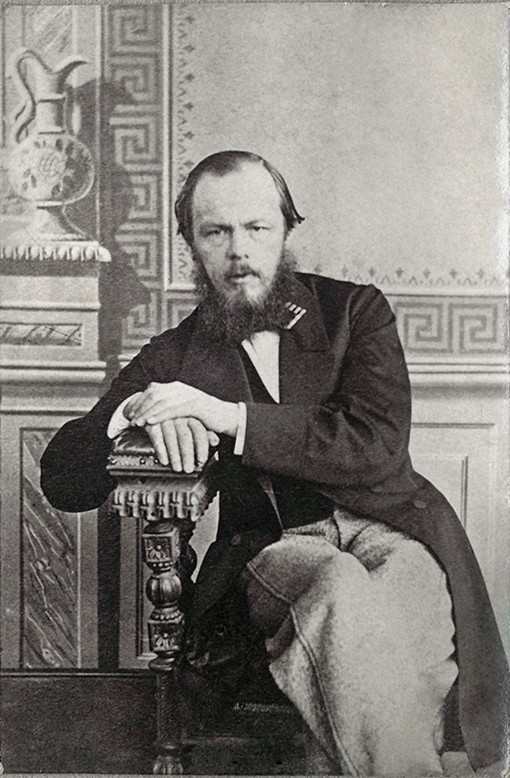
Fjodor Michajlovič Dostojevskij (* 11. listopadu)

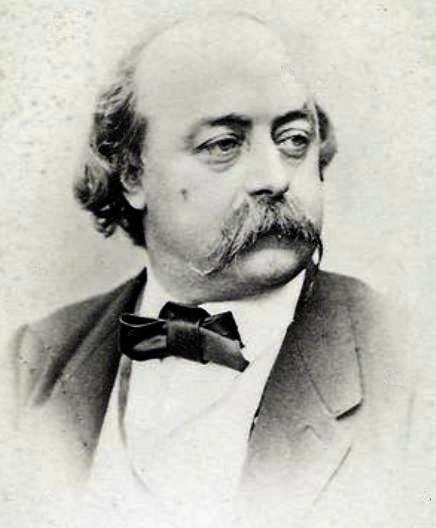
Gustave Flaubert (* 12. prosince)

- 03. ledna – Karl Deschmann, slovinský muzejník a politik († 11. března 1889)
- 10. ledna
  - Karolina Mariana Meklenbursko-Střelická, dánská korunní princezna († 1. června 1876)
  - Janko Matúška, slovenský spisovatel († 11. ledna 1877)
- 16. ledna – John C. Breckinridge, 14. viceprezident USA († 17. května 1875)
- 29. ledna – Robert Spiske, kněz a zakladatel Kongregace sester sv. Hedviky († 5. března 1888)
- 03. února – Thora Hallager, dánská fotografka († 16. června 1884)
- 11. února – Auguste Mariette, francouzský archeolog a egyptolog († 18. ledna 1881)
- 19. února – August Schleicher, německý jazykovědec († 6. prosince 1868)
- 21. února – Élisa Rachel Félix, francouzská herečka († 3. ledna 1858)
- 26. února – Félix Ziem, francouzský malíř († 10. listopadu 1911)
- 09. března – Adléta ze Schaumburg-Lippe, dánská šlechtična († 30. července 1899)
- 12. března – Luitpold Bavorský, bavorský regent († 12. prosince 1912)
- 15. března
  - Johann Josef Loschmidt, rakouský chemik a fyzik († 8. července 1895)
  - Eduard Heine, německý matematik († 21. října 1881)
- 19. března – Richard Francis Burton, britský cestovatel, spisovatel, vědec a diplomat († 20. října 1890)
- 23. března – Alexej Feofilaktovič Pisemskij, ruský spisovatel a dramatik († 2. února 1881)
- 09. dubna – Charles Pierre Baudelaire, francouzský básník († 31. srpna 1867)
- 14. dubna – Georgi Rakovski, bulharský spisovatel a revolucionář († 9. října1867)
- 15. dubna – Thomas William Evans, anglický liberální politik († 1892)
- 16. dubna – Ford Madox Brown, anglický malíř narozený ve Francii († 6. října 1893)
- 23. dubna – Louis Lewandowski, německý skladatel synagogální hudby († 4. února 1894)
- 26. dubna – Robert Adamson, skotský chemik a fotograf († 14. ledna 1848)
- 01. května
  - Daniel Weisiger Adams, konfederační brigádní generál († 13. června 1872)
  - Henry Ayers, premiér Jižní Austrálie († 11. června 1897)
- 03. května – Artur Maximilian von Bylandt-Rheidt, ministr války Rakouska-Uherska († 21. února 1891)
- 14. května – Fridrich Ferdinand Rakouský, rakouský arcivévoda a velitel rakouského námořnictva († 5. října 1847)
- 16. května – Pafnutij Lvovič Čebyšev, ruský matematik († 8. prosince 1894)
- 17. května – Sebastian Kneipp, německý kněz a léčitel († 17. června 1897)
- 24. června – Julius Lederer, rakouský entomolog († 30. dubna 1870)
- 26. června – Adolf Jellinek, vídeňský vrchní rabín a židovský učenec († 28. prosince 1893)
- 13. července – Nathan Bedford Forrest, americký generál konfederační armády, první Velký čaroděj Ku-klux-klanu († 29. října 1877)
- 16. července – Mary Bakerová Eddyová, americká náboženská vůdkyně, zakladatelka církve Křesťanská věda († 3. prosince 1910)
- 20. července – Ferdinand Karel Viktor Rakouský-Este, rakouský arcivévoda a modenský princ († 15. prosince 1849)
- 21. července
  - Adolf Auersperg, ministerský předseda Předlitavska († 5. ledna 1885)
  - Vasile Alecsandri, rumunský spisovatel a politik, klíčová osobnost rumunského národního obrození († 22. srpna 1890)
- 26. července – Bartolomé Mitre, argentinský prezident († 19. ledna 1906)
- 05. srpna – Alexandr Abaza, ruský politik († 5. února 1895)
- 11. srpna – Siegmund Conrad von Eybesfeld, předlitavský státní úředník a politik († 9. července 1898)
- 15. srpna – Alfred Bruyas, francouzský sběratel umění († 1. ledna 1877)
- 16. srpna – Arthur Cayley, britský matematik († 26. ledna 1895)
- 21. srpna – Ondřej Kim Tegon, korejský mučedník († 16. září 1846)
- 24. srpna – Kateřina Frederika Württemberská, württemberská princezna († 6. prosince 1898)
- 29. srpna – Gabriel de Mortillet, francouzský geolog, paleontolog a archeolog († 25. září 1898)
- 31. srpna – Hermann von Helmholtz, německý fyziolog, lékař, matematik, fyzik, meteorolog a filozof († 8. září 1894)
- 24. září – Cyprian Kamil Norwid, polský básník a malíř († 23. května 1883)
- 27. září – Henri-Frédéric Amiel, švýcarský filosof a básník († 11. května 1881)
- 05. října – Rudolf Haym, německý filozof a teolog († 27. srpna 1901)
- 13. října – Rudolf Virchow, německý lékař, zakladatel moderní patologie († 5. září 1902)
- 17. října – Alexandr Gardner, skotský a americký fotograf († 10. prosince 1882)
- 25. října – Antonio Ciseri, švýcarsko-italský malíř († 8. března 1891)
- 04. listopadu – Martin Hattala, slovenský kněz, jazykovědec († 11. prosince 1903)
- 11. listopadu – Fjodor Michajlovič Dostojevskij, ruský spisovatel a filosof († 9. února 1881)
- 13. listopadu – Rudolf Virchow, německý lékař a politik († 5. září 1902)
- 21. listopadu – Carl August Bolle, německý přírodovědec († 17. února 1909)
- 24. listopadu – Henry Thomas Buckle, anglický historik, sociolog a šachista († 29. května 1862)
- 04. prosince – Ernst Wilhelm Leberecht Tempel, německý astronom a litograf († 16. března 1889)
- 10. prosince – Nikolaj Alexejevič Někrasov, ruský spisovatel († 8. ledna 1878)
- 12. prosince – Gustav Flaubert, francouzský spisovatel († 8. května 1880)
- 25. prosince – Clara Bartonová, americká zdravotní sestra, zakladatelka amerického Červeného kříže
- ? – Luigia Abbadia, italská operní pěvkyně († 1896)
- ? – Robert Scott Duncanson, americký malíř († 21. prosince 1872)
- ? – Jang Siou-čching, vůdce povstání tchaj-pchingů († 2. září 1856)
- ? – Napoleon Sarony, americký litograf a fotograf († 9. listopadu 1896)
- ? – Thuvajni bin Saíd, sultán Maskatu a Ománu († 11. února 1866)
- ? – Charles David Winter, alsaský fotograf († 1904)

## Úmrtí

### Česko
- 26. března – Josef Ignác Buček, osvícenský právník, národohospodář a reformátor (* 6. května 1741)
- 18. června – Ludvík Kohl, malíř a řezbář (* 17. dubna 1746)

### Svět

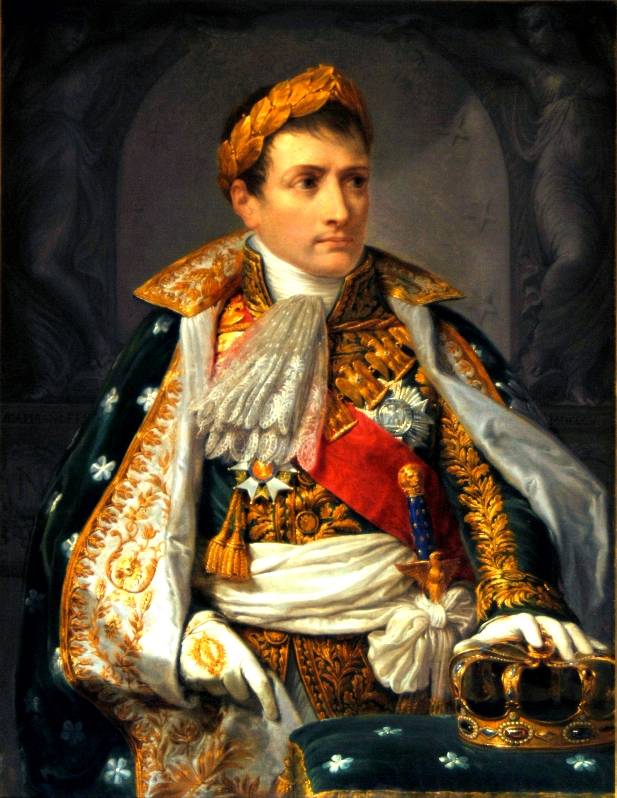
Napoleon Bonaparte († 5. května)

- 14. ledna – Jens Zetlitz, norský básník (* 26. ledna 1761)
- 21. února – John Keats, anglický básník (* 31. října 1795)
- 26. února – Joseph de Maistre, francouzský filozof a konzervativní myslitel (* 1. dubna 1753)
- 20. dubna – Franz Karl Achard, pruský chemik a vynálezce (* 28. dubna 1753)
- 22. dubna – John Crome, anglický malíř a grafik (* 22. prosince 1768)
- 23. dubna – Pierre Riel de Beurnonville, francouzský generál a politik (* 10. května 1752)
- 24. dubna
  - Athanasios Diakos, generál Řecké osvobozenecké války (* 1788)
  - Johann Peter Frank, německý lékař (* 19. března 1745)
- 05. května – Napoleon Bonaparte, francouzský císař (* 1769)
- 07. června – Louis Claude Marie Richard, francouzský botanik (* 19. září 1754)
- 04. července – Richard Cosway, přední anglický portrétní malíř doby nazývané v Anglii regentství (* 5. listopadu 1742)
- 17. července – Hatice Sultan, osmanská princezna a dcera sultána Mustafy III. (* 15. června 1766)
- 28. července – August Friedrich Schweigger, německý přírodovědec (* 8. září 1783)
- 07. srpna – Karolina Brunšvická, manželka britského krále Jiřího IV. (* 17. května 1768)
- 21. srpna – Adam Bartsch, rakouský mědirytec, grafik a spisovatel (* 1757)
- 24. srpna – John Polidori, anglický spisovatel, lékař a cestovatel (* 7. září 1795)
- 18. září
  - Karolína Hesensko-Darmstadtská, německá šlechtična (* 2. března 1746)
  - Jean-Nicolas Corvisart, francouzský lékař (* 15. února 1755)
- 20. října – Alexandre-Angélique de Talleyrand-Périgord, francouzský arcibiskup a kardinál (* 18. října 1736)
- 02. listopadu – Johann Sigmund Riesch, rakouský generál jezdectva (* 2. srpna 1750)
- 08. listopadu – Jean Rapp, francouzský generál
- 11. listopadu – Henrietta Ponsonby, britská šlechtična a hraběnka z Bessborough (* 16. června 1761)
- 17. listopadu – James Burney, anglický kontradmirál (* 13. června 1750)
- 19. prosince – Caspar Erasmus Duftschmid, rakouský entomolog (* 19. listopadu 1767)
- ? – Samuel Johannes Pauly, švýcarský puškař a vynálezce (* 13. dubna 1766)
- ? – Juraj Joanik Bazilovič, řeckokatolický protoigumen, historik (* 1742)

## Hlavy států
- Francie – Ludvík XVIII. (1815–1824)
- Království obojí Sicílie – Ferdinand I. (1816–1825)
- Osmanská říše – Mahmut II. (1808–1839)
- Prusko – Fridrich Vilém III. (1797–1840)
- Rakouské císařství – František I. (1792–1835)
- Rusko – Alexandr I. (1801–1825)
- Spojené království – Jiří IV. (1820–1830)
- Španělsko – Ferdinand VII. (1813–1833)
- Švédsko – Karel XIV. (1818–1844)
- USA – James Monroe (1817–1825)
- Papež – Pius VII. (1800–1823)
- Japonsko – Ninkó (1817–1846)
- Lombardsko-benátské království – Rainer Josef Habsbursko-Lotrinský